# والداستیکو
والداستیکو (به ایتالیایی: Valdastico) یک کومونه در ایتالیا است که در استان ویچنزا واقع شده‌است.

## خصوصیات
والداستیکو ۲۳ کیلومترمربع مساحت و ۱٬۴۸۰ نفر جمعیت دارد.

## خواهرخوانده
شهر دلفین رودخانه‌ای خواهرخواندهٔ والداستیکو هست.